# Burg (Svizzera)
Burg (toponimo tedesco) è un comune svizzero di 1 021 abitanti del Canton Argovia, nel distretto di Kulm.

## Società

### Evoluzione demografica
L'evoluzione demografica è riportata nella seguente tabella:
Abitanti censiti

## Infrastrutture e trasporti
Burg è servito dalla stazione di Menziken-Burg sulla ferrovia Wynental- und Suhrentalbahn.

## Amministrazione
Ogni famiglia originaria del luogo fa parte del cosiddetto comune patriziale e ha la responsabilità della manutenzione di ogni bene ricadente all'interno dei confini del comune.